# 김보현 (1826년)
김보현(金輔鉉, 1826년 - 1882년)은 조선 후기의 문신이다. 본관은 광산(光山)으로 자는 공필(公弼), 호는 난재(蘭齋)이며 시호는 문충(文忠)이다. 선혜청 당상을 지냈으며 임오군란 당시 선혜청당상인 민겸호의 전임자로, 경기도관찰사 재직 중 임오군란이 일어난 뒤 대궐 안에 난입한 난군들에 의하여 민겸호와 함께 중희당(重熙堂)에서 피살되었다. 호조참판 재성(在成)의 아들이다.

## 생애

### 관료 생활 초반
1848년(헌종 14년) 증광별시문과에 을과로 급제하여 홍문관 대교(待敎)가 되었다. 그 뒤 여러 벼슬을 거쳐 1859년(철종 10) 이조참의·부제학을 거쳐 1860년 규장각직제학이 되었다. 곧 이어 예방승지(禮房承旨)를 거쳐 외직인 개성부유수로 부임했으나 안동 김씨 세도가의 고관이라는 이유로 1864년(고종 1) 흥선대원군에 의해 관직에서 축출되었다.

### 흥선대원군과의 갈등, 민씨 일파로 활동
그 뒤 흥선대원군과 갈등하던 중 척족 민씨의 일파가 되어 활동했으며, 1874년 11월 흥선대원군이 축출당하고 민씨 일가가 집권하자 다시 복직, 형조판서·이조판서·병조판서·예조판서·공조판서 등을 지낸 뒤 선혜청당상 등을 두루 지냈다. 선혜청당상 재임 중에는 모리행위가 심하여 원성을 사기도 하였다.
이후 민씨 정권의 고관으로 육조의 판서를 지낸 뒤 1881년 통리기무아문의 통상당상에 임명되었다. 1882년 조미수호통상조약에서 체결된 관세율을 일본에도 적용시키려는 정부의 방침에 따라 전권대관(全權大官)에 임명되어 일본공사 하나부사(花房義質)와 협상하게 되었다.
또한, 임오군란 직전 군영의 군인들에게 녹봉미(祿俸米)가 지급되지 못하자, 군인들은 선혜청당상이던 민겸호(閔謙鎬)와 당시 경기도관찰사이던 그에게 그 책임을 돌렸다.

### 임오군란과 최후
1882년 6월 임오군란이 터지자 김보현은 경기 감영에 있다가 변이 생겼다는 소식을 듣고 예궐을 서둘러 승정원에 들렸다. 조카 김영덕이 승지로 입직하던 중이었는데 가지 못하게 말렸다.
오늘의 사변을 알지 못하고 들어가시렵니까?

그러자 김보현은 옷자락을 걷어붙이고 나오면서 말했다.
내가 재상의 위치를 갖추었고 또 직책까지 맡고 있는데, 국가에 변이 생기면 비록 죽는다고 해서 회피하면 되겠느냐?

그런 뒤 입궐하려다가 돌층계에서 맞아서 죽었다. 흥선대원군을 보자 살려달라고 애걸하였으나 대원군은 쓴웃음을 지으면서 그를 외면하였다. 그의 나이 향년 56세였다.
입궐 직전, 당일부로 경기도관찰사에서 해임되고 지중추부사로 전임되었다.

## 사후
- 그때 난병들은 김보현의 시체를 발로 차고 입을 찢어 엽전을 집어넣고 총의 개머리판으로 마구 쑤셔 넣자 돈이 가슴으로 튀어나왔다고 한다.[3] 그의 시체는 민겸호의 시체와 함께 한성부 궁궐 개천에 버려졌다.[3] 그때 큰 비가 내려서 물에 개천이 가득찼으며 날씨까지 흐리고 더웠다.[3]
- 매천 황현에 의하면 '이런 시기에 시체가 개천에 수일 동안 버려져 있었는데 살이 물에 불려서 하얗고 흐느적거렸는데, 고기를 썰어놓은 것 같기도 하고, 씻어 놓은 것 같기도 하였다고 한다.[3]' 사람들은 탐욕스러운 자들의 말로라며 조롱했고, 어린아이들조차 시신들을 쳐다보며 비웃었다. 시신은 한참 뒤에 수습되었다.
- 1883년 6월 대광보국숭록대부 의정부 영의정에 추증되었으며, 시호는 문헌(文獻)으로 추서되었다가 뒤에 문충(文忠)으로 개정되었다.

## 가족 관계
- 고조부 : 김무택(金茂澤)
  - 증조부 : 김상의(金相儀)
    - 할아버지 : 김기은(金箕殷)
      - 아버지 : 김재성(金在成)
      - 어머니 : 조덕윤(趙德潤)의 딸
        - 부인 : 홍종원(洪鍾源)의 딸
          - 아들 : 김영철(金永哲)
            - 손자 : 김영수(金英洙)

## 같이 보기
- 선혜청
- 임오군란
- 김좌근
- 민겸호
- 흥선대원군
- 민영목
- 흥인군
- 민태호
- 민승호
- 명성황후
- 민창식